# 麥坎齊群島
麥坎齊群島（英語：McKinzie Islands），是南極洲的群島，位於埃爾斯沃思地，處於克蘭頓灣東北端，美國地質調查局根據測量和該國海軍的空中照片繪入地圖，現時由南極條約體系管理。